# Манифест о вольности дворянства
Манифест о вольности дворянства — один из ключевых законодательных актов непродолжительного царствования Петра III.

## История
По свидетельству Якоба Штелина, Петр, ещё будучи наследником российского престола, говорил о своем желании даровать российскому дворянству свободу служить и не служить, а также право свободно выезжать из страны. Став императором, Петр III 17 января 1762 года во время своего первого официального посещения Правительствующего Сената объявил, что «из высочайшей своей к верноподданным отеческой милости соизволил дворянам службу продолжать по своей воле, сколько и где пожелают, а когда военное время будет, то они все явитися должны на таком основании, как и в Лифляндии с дворянами поступаетца». В связи с этим сенаторам было предписано подготовить проект манифеста, что было ими сделано к 8 февраля 1762 года.
18 февраля (1 марта) 1762 года Петр III подписал этот проект. По данному законодательному акту впервые в истории России дворяне освобождались от обязательной гражданской и военной службы, могли по своему желанию выходить в отставку и беспрепятственно выезжать за границу. Правда, во время войны правительство имело право потребовать от дворян вернуться на службу в вооружённых силах. Если при этом дворянин находился за границей, он был обязан вернуться в Россию под страхом конфискации землевладений. Кроме того, дворянам, которые не дослужились до обер-офицерского чина, запрещалось выходить в отставку, не отслужив 12 лет. Основные положения манифеста Петра III были подтверждены Екатериной II в «Жалованной грамоте дворянству 1785».